# 尹蘊
尹蘊（越南语：／，1795年—1850年），越南阮朝官員。歷仕明命、紹治、嗣德三朝。
尹蘊原名尹溫，出生於山南鎮。19歲時拜裴輝壁為師。1828年中舉人。此後參加會試，未中。1829年，以翰林院典簿的身份開始仕途生涯。1831年任戶部員外郎，明命帝改其名為尹蘊。
1832年任戶部郎中。同年11月任戶部參知、權永隆按察。次年3月升永隆按察。5月，黎文𠐤在嘉定城起兵叛亂，殺死安邊總督阮文桂及藩安布政白春元，佔據藩安。6月，叛軍將領蔡公朝攻佔永隆。尹蘊退往鄉間召集士兵，圖謀恢復。在朝廷派出的官軍協助下，尹蘊重奪永隆，並協助官軍圍攻藩安。10月，暹羅出兵支援叛亂，永隆再失。在張明講、阮春的支持下，再次收復永隆。叛亂平定後，因功獲得明命帝的嘉獎。
1834年，任刑部郎中。農文雲叛亂，奪取宣光省、太原省、高平省、諒山省。他率兵同阮廷普、阮公著一起鎮壓。他駐紮太原，直到叛亂平定為止。回京後，任吏部校事郎，8月，任刑部校事郎，北任職經略副使、興安署巡撫，處理鎮壓天主教事務。
1837年，任清華經略副使，同經略使張登桂、副使阮登楷一起鎮壓黎維顯叛亂。1838年，任興安巡撫，後為定安總督、兼興安巡撫。
1839年，任欽差，同尊室帛、王有光巡視承天府、廣治省、廣平省、廣南省、廣義省各省。7月，與尚書武春謹一起去平定省，實行均田法。
1840年，任鎮西城副欽差大臣，駐守鎮西（今柬埔寨）。他重新確認稅收，鎮守西南邊疆。7月至12月任鎮西城幫辦大臣。不久，紹治帝決定放棄鎮西城之地，將他召回，擔任戶部右參知。1844年5月，被任命為安江巡撫，派往南圻。他同總督阮文章一起，上奏建議免除南圻六省一年的稅收。1845年，他與阮文章，在嘉定會合武文解部，一起進攻高棉，擊敗暹羅軍隊，包圍烏棟城。暹羅將領博丁德差求和，雙方停戰。高棉國王東寫信向阮朝謝罪。至1846年底，暹羅軍隊全部撤至馬德望。
1847年初，安東遣使赴順化朝貢。紹治帝封其為高棉國王，封安眉為高棉郡主。同年3月，阮朝軍隊全部撤離高棉，到達南圻六省。6月，尹蘊升兵部尚書兼都禦使、安河總督。同年，封綏靖子。
嗣德三年（1850年），尹蘊去世，例諡文懿。嗣德十一年（1858年），入祀賢良祠。